# Aero Club d’Italia

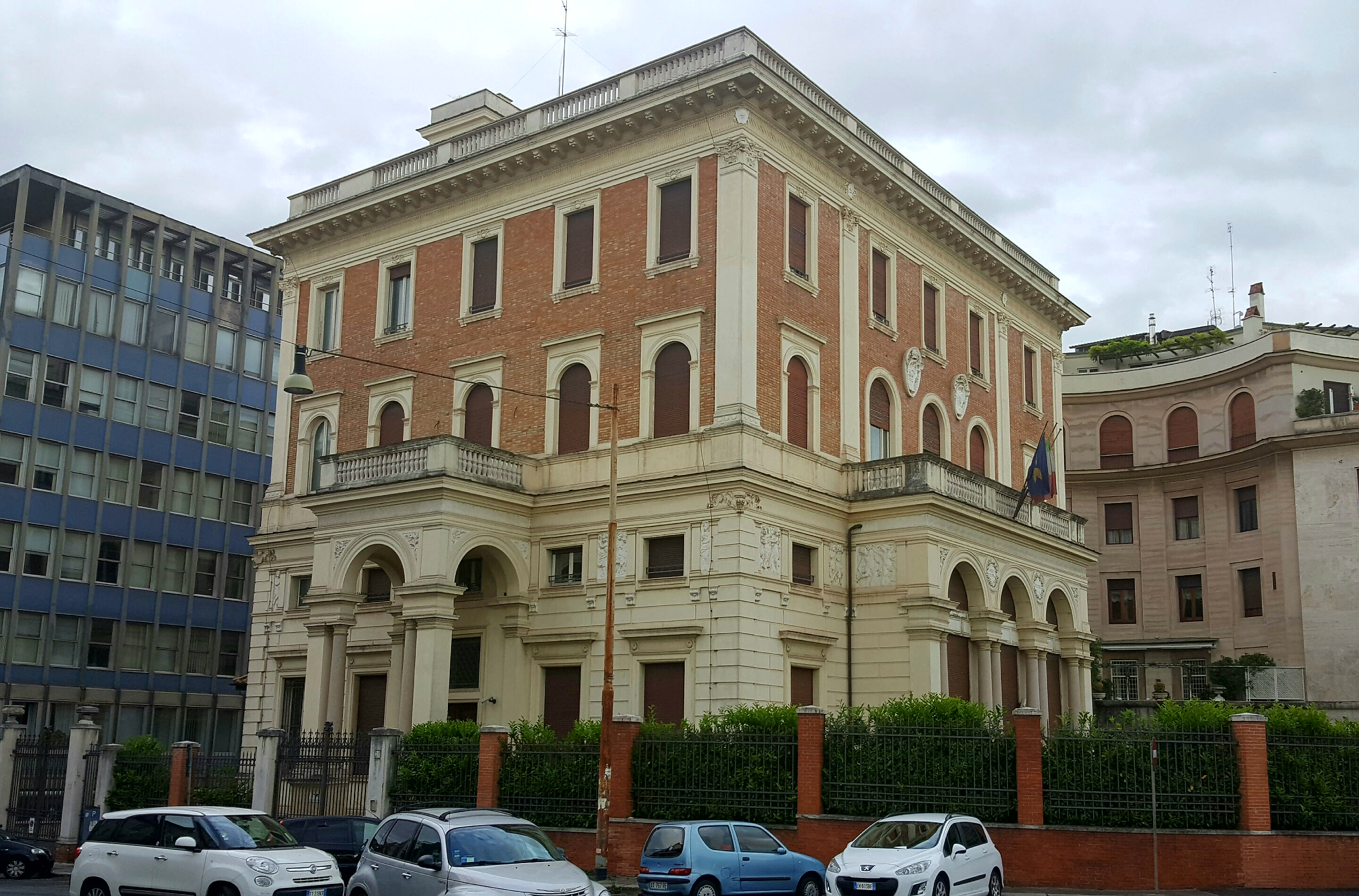
Sitz des Aero Club d’Italia in Rom

Der Aero Club d’Italia (AeCI) ist der Dachverband der Sportluftfahrt in Italien. Der Club ist eine Körperschaft des öffentlichen Rechts mit Sitz in Rom und steht unter der Aufsicht der italienischen Regierung. Im AeCI sind alle italienischen Vereine und andere Organisationen zusammengeschlossen, die den Flugsport in allen seinen Formen und Arten fördern. Im Bereich des Flugsports ist er der einzige Verband im Nationalen Olympischen Komitee Italiens. Der AeCI ist Mitglied der Fédération Aéronautique Internationale (FAI).
Der Aero Club d’Italia wurde im Februar 1910 in Padua gegründet, offiziell jedoch erst im November 1911 nach einem Übereinkommen von Vertreten verschiedener Luftfahrtvereinigungen, des Automobile Club d’Italia und des Touring Club Italiano in Rom. Ältester Vorläufer des AeCI war die 1904 in Mailand gegründete Società Aeronautica Italiana, die im folgenden Jahr an der Gründung der FAI beteiligt war.
In den Jahren des italienischen Faschismus erfolgten zwei Namensänderungen: Ab 1927 firmierte die Organisation als Reale Aero Club d’Italia (RAeCI) oder „Königlicher Aero Club Italiens“, 1936 erfolgte wegen des englisch klingenden Namens die Umbenennung in Reale Unione Nazionale Aeronautica (RUNA) oder „Königlicher Nationaler Luftfahrtbund“. 1947 erhielt der Aero Club wieder seinen ursprünglichen Namen von 1911 zurück.